# یواس‌اس دانف (دی‌یی-۴۹)
یواس‌اس دانف (دی‌یی-۴۹) (به انگلیسی: USS Doneff (DE-49)) یک کشتی بود که طول آن ۲۸۹ فوت ۵ اینچ (۸۸٫۲۱ متر) بود. این کشتی در سال ۱۹۴۲ ساخته شد.